# Holomitrium longifolium
Holomitrium longifolium là một loài rêu trong họ Dicranaceae. Loài này được Hampe mô tả khoa học đầu tiên năm 1865.